# 张杰 (1956年)
张杰（1956年5月—），男，天津人，中华人民共和国政治人物，中国共产党党员，第十二届全国人民代表大会天津地区代表。

## 生平
张杰毕业于天津市农业学校农学专业。2006年，担任蓟县县长。2009年，升任中共蓟县县委书记。2011年12月任天津河西区委书记。2013年，被选为全国人大代表。